# Waššukanni
Waššukanni (auch Waschschukanni, Waššugganni, Waschschugganni) war eine der zwei Hauptstädte des Reiches von Mitanni vom 15. bis zum 13. Jahrhundert v. Chr. Die Stadt lag im Quellbereich des Flusses Chabur in der heutigen Türkei oder in Nordsyrien, die genaue Lage ist allerdings nicht bekannt. Anton Moortgat vermutete sie im Tell Fecheriye, einen Kilometer südlich des heutigen Ortes Raʾs al-ʿAin.